# Полівелл
Полівелл (англ. Polywell) — проєкт з утримання плазми, що поєднує елементи квазістаціонарних та імпульсних систем, спрямований на отримання енергії за допомогою термоядерного синтезу. Термін є контамінацією англійського слова «polyhedron» (багатогранник) і фрази «potential well» (потенціальна яма).
Полівелл складається з електромагнітів, зібраних у формі багатогранника, всередині якого магнітні поля утримують хмару електронів. В середині пристрою утворюється квазісферичний негативний електростатичний потенціал, використовуваний для прискорення і утримання йонів, що беруть участь в реакції. Пристрій було розроблено Робертом Бассардом як покращену версію фузора Фарнсуорта — Хірша за контрактом з флотом США.